# So Sick
„So Sick” este o melodie a cântărețului și compozitorului american Ne-Yo . A fost scris de Ne-Yo, Mikkel S. Eriksen și Tor Erik Hermansen pentru albumul său de debut In My Own Words (2006), în timp ce producția a fost formată de Eriksen și Hermansen sub numele de producție Stargate . Piesa a fost lansată drept al doilea single de pe album.
„So Sick” a ajuns pe primul loc în clasamentul Billboard Hot 100 . În afara Statelor Unite, cântecul a fost în fruntea clasamentului UK Singles Chart, unde a învins „Nature's Law” de Embrace în topul clasamentului UK Singles Chart . „Nature's Law” a atins locul 2 din cauza numărului mare de vânzări de descărcare legală a melodiei care nu s-a înregistrat la Compania oficială de topuri .  Piesa a fost folosită în jocurile video Saints Row 2 și SingStar .

## Fundal
Ne-Yo s-a întâlnit cu echipa de producție norvegiană Stargate, formată din Mikkel S. Eriksen și Tor Erik Hermansen, pe un hol de la Sony Music Studios de pe West 54th Street, New York, după ce cei doi  s-au stabilit acolo în primăvara anului 2005.  După ce au aflat că au produs piese orientate spre cercetare și dezvoltare, printre altele, au început să scrie piese pentru albumul său de studio de debut In My Own Words (2006) pentru care au produs șase piese, inclusiv „So Sick” 
În timp ce Eriksen și Hermansen au compus linia melodică a piesei, Ne-Yo a scris versurile melodiei. „So Sick” se concentrează pe un personaj, care s-a săturat să audă cântece triste de dragoste la radio, deoarece îi amintesc de ultima sa relație și de despărțire.  Ne-Yo a confirmat ulterior că a primit ideea melodiei de la o fostă iubită: „Este pentru prima dată când m-am îndrăgostit atât de tare de o fată, încât am dat-o în bară. Așadar, a fost o poveste la care nu a trebuit să mă gândesc foarte mult pentru a o pune cap la cap. Foarte multă suferință este în acea melodie, așa că de aceea cred că mulți oameni au săpat-o așa cum au făcut-o - pentru că o puteți simți. " 

## Videoclip

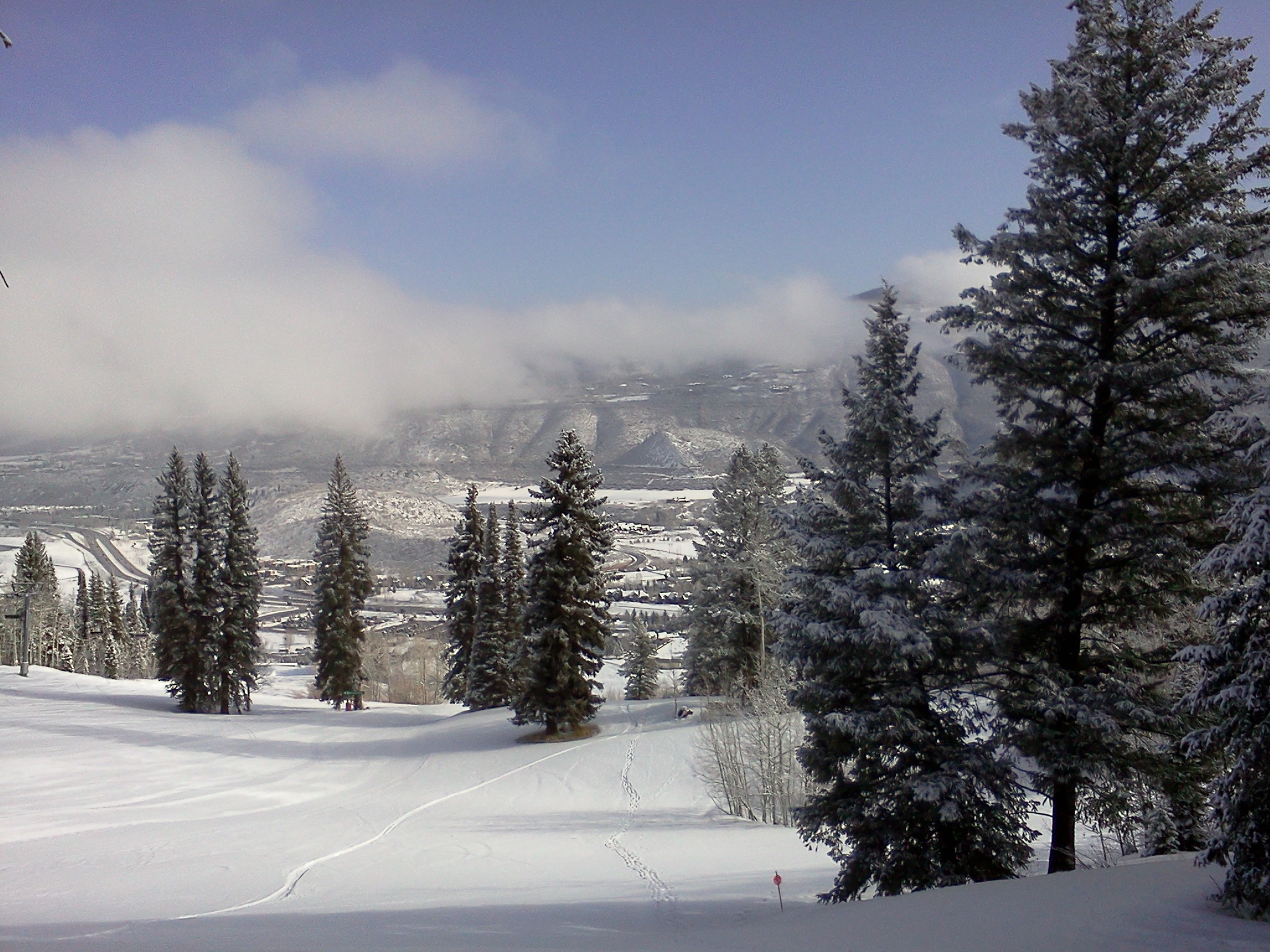
Videoclipul pentru „So Sick” a fost filmat în diferite locații din Aspen, Colorado

Videoclipul pentru piesa „So Sick” a fost regizat de Hype Williams și filmat în Aspen, Colorado .  Filmat în zăpadă, precum și în interiorul unui conac, Ne-Yo a comentat despre filmări: „Casa pe care am închiriat-o a fost ridicolă. Pereții se întorceau și  podele se încălzeau. A fost o nebunie. "  A văzut o rotație puternică pe rețelele de videoclipuri muzicale BET și MTV .